# Björnåsen
Björnåsen är ett naturreservat i Älvdalens kommun i Dalarnas län.
Området är naturskyddat sedan 2011 och är 758 hektar stort. Reservatet består av tallskogar och myrmark med bäckar och tjärnar. Det finns också mindre ytor  med fjällbjörksartad björk.